# Lazzaro Negrotto Cambiaso
Lazzaro Negrotto Cambiaso (Genova, 28 dicembre 1823 – Codevilla, 1º marzo 1902) è stato un politico italiano.

## Biografia
Fu deputato del Regno di Sardegna (durante la VII legislatura) e del Regno d'Italia (durante l'VIII, la IX, la X, l'XI, la XII e la XIII) e in seguito senatore del Regno d'Italia nella XVII legislatura.
È stato Sindaco di Genova dal 30 giugno 1876 al 12 gennaio 1877. Sposò la nobile milanese Elena Castelbarco Visconti Simonetta.